# WORLD'S END (lyrical schoolのアルバム)
『WORLD'S END』（ワールズ エンド）は、lyrical schoolの4枚目のフルアルバム。
2018年6月19日にBootRockよりリリースされた。

## 解説
前作『guidebook』より約1年7ヶ月ぶり、また2017年4月に新メンバー（hinako、yuu、risano）が加入し新体制となってからは初めてのフルアルバムとなった。
前作以降のシングルや、スキットを含む新録の9トラックを追加した全12曲を収録。
ジャケットのイラストは『date course』と同じく漫画家、イラストレーターの江口寿史が担当した。
本作はCDに加え、アナログレコード、カセットテープでも同日にリリースされた。また10月23日には全曲のリミックスを収録した『WORLD'S END 南半球REMIX』がリリースされた。なお、一般発売に先駆け、9月2日から開催された全国ツアー「lyrical school tour 2018 "WORLD'S END"」にて先行販売された。
Billboard Japanの2018年7月2日付「Top Albums Sales」によると、2,633枚を売り上げ18位にランクインした。また、オリコンチャートでは、2018年6月18日のデイリーアルバムランキングで1位を記録し、シングル「夏休みのBABY」以来の首位を獲得、週間アルバムランキングにおいて10位を記録し、自身のアルバム作品で初のトップ10入りを果たした。

## 評価
音楽ライターの高木"JET"晋一郎は、音楽ナタリーの連載「the scene of RAP IDOLS」において、本作について「制作陣にはスチャダラパーのBoseとSHINCO、かせきさいだぁ、Mellow Yellowらヒップホップ界の大御所から、思い出野郎AチームやRyohu（KANDYTOWN）といった気鋭のアーティスト、そして大久保潤也（アナ）や泉水マサチェリー（WEEKEND）、ALI-KICKといった現リリスクの制作を支える面々と、豪華かつツボを押さえた布陣」とした上で、ライブパフォーマンスについて「それらの楽曲をしっかり形にできるメンバーのスキルに加え、ラップやパフォーマンスに対する高いモチベーション、グループ全体のクオリティの高まり」が感じられると評価した。

## 収録曲
| #         | タイトル                  | 作詞                                           | 作曲                                           | 編曲                        | 時間  |
| --------- | ------------------------- | ---------------------------------------------- | ---------------------------------------------- | --------------------------- | ----- |
| 1.        | 「-PRIVATE SPACE-」(skit) |                                                | ALI-KICK                                       | BIG-D、キムヤスヒロ         | 1:13  |
| 2.        | 「つれてってよ」          | SUEKKO LIONS©                                  | 坪光成樹、高橋コースケ                         | 坪光成樹、高橋コースケ      | 3:43  |
| 3.        | 「消える惑星」            | SUEKKO LIONS©                                  | 坪光成樹、高橋コースケ                         | 坪光成樹、高橋コースケ      | 4:06  |
| 4.        | 「High5」                 | BACCAS                                         | Hercelot                                       | Hercelot                    | 4:00  |
| 5.        | 「夏休みのBABY」          | 大久保潤也（アナ）&泉水マサチェリー（WEEKEND） | 泉水マサチェリー（WEEKEND）                    | 泉水マサチェリー（WEEKEND） | 3:27  |
| 6.        | 「常夏(ナッツ)リターン」  | Bose（スチャダラパー）、かせきさいだぁ         | SHINCO（スチャダラパー）                       | SHINCO（スチャダラパー）    | 4:25  |
| 7.        | 「オレンジ」              | Ryohu（KANDYTOWN）                             | 思い出野郎Aチーム                              | 思い出野郎Aチーム           | 3:37  |
| 8.        | 「CALL ME TIGHT note8 =」 | 大久保潤也（アナ）                             | Anutha                                         | Anutha                      | 3:44  |
| 9.        | 「Play It Cool」          | MELLOW YELLOW                                  | Anutha                                         | Anutha                      | 3:39  |
| 10.       | 「DANCE WITH YOU」        | 大久保潤也（アナ）                             | Anutha                                         | Anutha                      | 4:06  |
| 11.       | 「Hey! Adamski!」         | ALI-KICK                                       | ALI-KICK                                       | ALI-KICK                    | 3:46  |
| 12.       | 「WORLD'S END」           | 大久保潤也（アナ）&泉水マサチェリー（WEEKEND） | 大久保潤也（アナ）&泉水マサチェリー（WEEKEND） | 泉水マサチェリー（WEEKEND） | 3:50  |
| 合計時間: | 合計時間:                 | 合計時間:                                      | 合計時間:                                      | 合計時間:                   | 43:36 |

## 楽曲について
- 夏休みのBABY

2017年7月18日発売の新体制初のシングルに収録。
- つれてってよ
- CALL ME TIGHT

2017年12月19日発売のダブルA面シングルに収録。
2曲とも「夜空」をテーマに制作された。
- WORLD'S END

2022年10月公開の映画『MONDAYS/このタイムループ、上司に気づかせないと終わらない』（パルコ配給、竹林亮監督）で主題歌として起用された。